# Université de technologie de Compiègne
Pour les articles homonymes, voir UTC.
L’université de technologie de Compiègne (UTC) est un établissement public d’enseignement supérieur et de recherche, situé à Compiègne dans la région Hauts-de-France en France, c’est l'une des 204 écoles d'ingénieurs françaises accréditées au 1er septembre 2020 à délivrer un diplôme d'ingénieur.
Elle est également habilitée par le ministère de l’Enseignement supérieur et de la Recherche pour ses formations licence professionnelle, master et doctorat.
C’est une des trois universités de technologie françaises. Elle est membre de la communauté d'universités et établissements Sorbonne Universités et de la Conférence des grandes écoles.

## Histoire

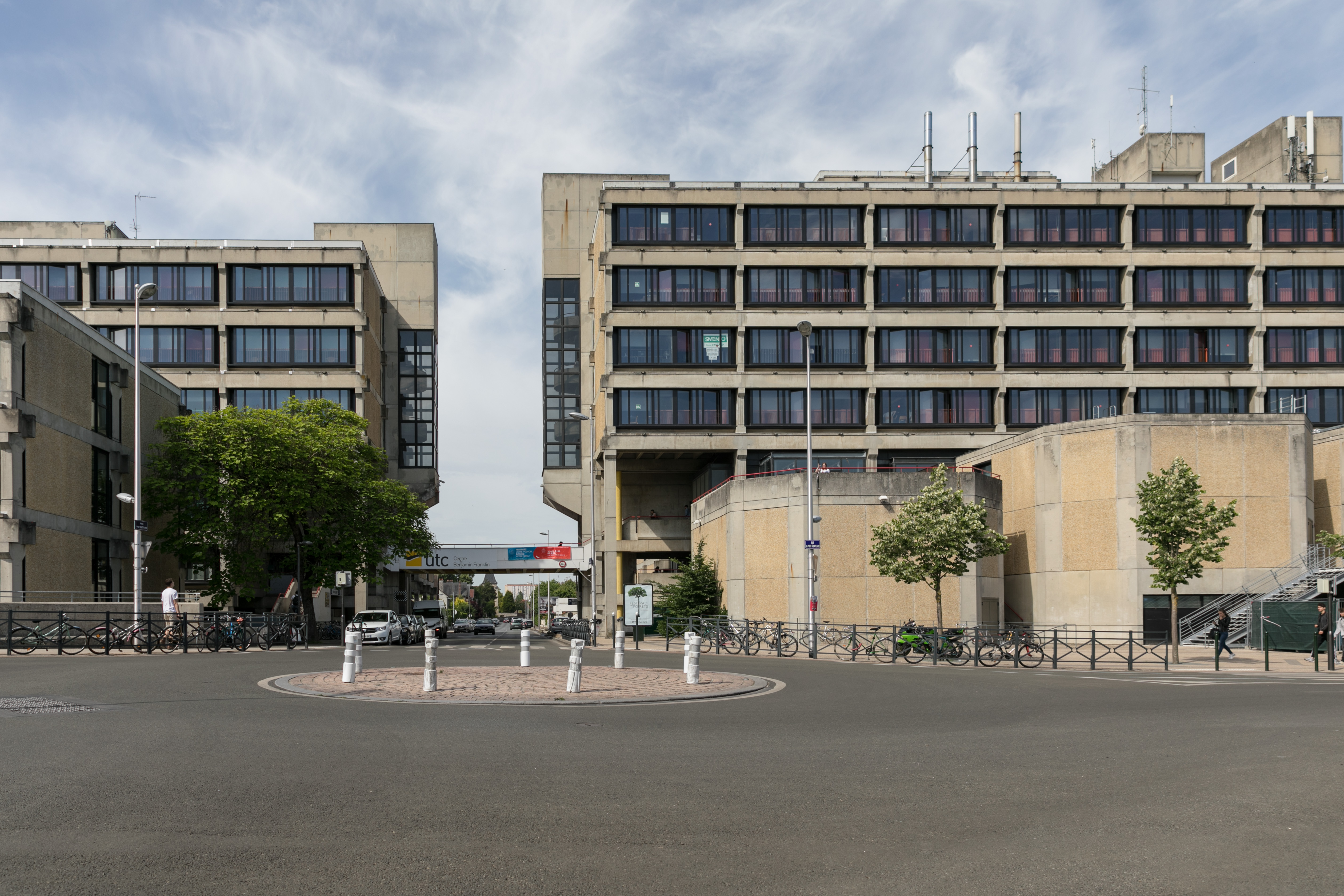
L'UTC vue de l'extérieur (centre Benjamin-Franklin).

L'UTC a été fondée à l'initiative de Guy Deniélou, officier de marine et ingénieur chercheur au Commissariat à l'énergie atomique et aux énergies alternatives (CEA). Il quitte son poste de chef du département des réacteurs à neutrons du CEA pour fonder l'UTC en 1972 et en devient président de 1974 à 1987. La définition par Guy Deniélou de la technologie 
est « le nom pris par la science quand elle a pour objet les produits et les procédés de l’industrie humaine".
En 1981, l'établissement acquiert son statut de grande école.
Une antenne de l'UTC est ouverte à Sévenans en 1985 sous le nom d'UTCS (université de technologie de Compiègne à Sévenans) puis devient l'IPSé (Institut polytechnique de Sevenans) en 1991. L'Institut de génie technologique de Troyes, autre antenne de l'UTC ouvre ses portes en 1993, celle-ci deviendra l'UTT (université de Technologie de Troyes) l'année suivante. Une troisième université de technologie voit le jour en 1999 : l'IPSé et l'École nationale d'ingénieurs de Belfort (ENIBe) fusionnent sous le nom d'UTBM (université de technologie de Belfort-Montbéliard). En 2002, le réseau des universités de technologie est créé[réf. souhaitée]. L'université de technologie sino-européenne de l'université de Shanghai est créée en 2005.
En 2006, l'UTC se voit attribuer le label Carnot pour ses activités de recherche partenariale (et création de l'Institut Carnot UT regroupant les laboratoires de l'UTC et de l'UTT). Le premier collegium français est créé en 2009 et fédère l'ensemble des laboratoires de l'UTC. En 2012, l'UTC rejoint le pôle de recherche et d'enseignement supérieur Sorbonne Universités, en qualité de membre fondateur non initial. La même année, l'UTC ouvre le cursus « Humanités & technologie » de trois ans permettant aux bacheliers des sections S, ES et L spé maths d'intégrer un cycle ingénieur au niveau BAC+3 (ou de continuer vers un master soit à l'UTC, soit parmi les partenaires de l'UTC au sein du PRES Sorbonne Universités). En 2013, le Groupe UT est créé. En 2014, un nouveau bâtiment pour la recherche et l'innovation technologique des transports est inauguré à l'UTC.

## Enseignement

### Formation d'ingénieurs
L'UTC propose un certain nombre de formations d’ingénieurs habilitées par le ministère de l’Enseignement supérieur et de la Recherche après l’avis de la commission des titres d'ingénieur. D'une durée de cinq années, elles sont accessibles directement après le baccalauréat. L'admission se fait sur titre, dossier scolaire et entretien de motivation et est commune aux trois universités de technologie (UTBM, UTC et UTT). Le cursus comprend un tronc commun de deux années, puis un cycle d’ingénieur sur trois ans.
De plus, chaque branche possède plusieurs filières différentes. Ainsi, le cycle ingénieur de 3 ans comporte 2 semestres pendant lesquels les étudiants obtiennent des connaissances communes à leur branche, un premier stage de 6 mois, 2 semestres pendant lesquels les étudiants se spécialisent dans le cadre d'une filière, et enfin un dernier stage de 6 mois.
L'UTC propose cinq spécialisations :
- Génie biologique (par la formation initiale ou continue), avec les filières "Biomécanique et Biomatériaux", "Biomédicale", "Conception et innovation de bioproduits" et "Innovation aliments et agro-ressources" ;
- Génie des procédés (par la formation initiale ou continue), avec les filières "Agro-industries", "Modélisation, conception, optimisation des procédés", "Qualité, sécurité, environnement" et "Thermique énergétique".
- Génie informatique (par la formation initiale, continue ou par la voie de l'apprentissage depuis septembre 2012), avec les filières "Intelligence artificielle et science des données", "Informatique embarquée et systèmes autonomes" et "Ingénierie des systèmes informatiques" ;
- Ingénierie mécanique (par la formation initiale, continue ou par la voie de l'apprentissage), avec les filières "Acoustique et vibration pour l'ingénieur", "Conception mécanique intégrée", "Ingénierie du design industriel", "Mécatronique, actionneurs, robotisation et systèmes", "Matériaux et innovations technologiques", "Données et fiabilité pour l'industrie", "Production intégrée et logistique" et "Simulation pour l'ingénierie mécanique", ou avec les parcours par apprentissage "Conception" et "Industrialisation" ;
- Génie urbain (par la formation initiale ou continue), avec les filières "Bâtiment" et "Aménagement, mobilité, transport".

### Humanités et technologie
Alternative au tronc commun (deux premières années du cursus ingénieur classique), l'UTC ouvre la section Humanités et technologie (Hutech) en 2012. C'est une formation d'ingénieur qui permet d'intégrer des lycéens issus des filières à la fois scientifiques mais aussi littéraires (option mathématiques) et économiques. À ce titre, cette licence envisage les sciences humaines comme partie prenante de la formation d'ingénieur.
Ce cursus donne accès à tous les cycles d'ingénierie de l'UTC : le génie informatique, le génie biologique, le génie des systèmes urbains, l'ingénierie mécanique et le génie des procédés.
Les étudiants peuvent aussi poursuivre en Master, puisque ce cursus prépare à aborder des thématiques proposées dans des Masters à l'UTC ou hors UTC (notamment parmi les partenaires de l'UTC au sein du PRES Sorbonne Universités), telles que « Stratégie pour l'innovation en situation complexe », le « Design centré utilisateur » ou la gestion des connaissances (« Knowledge management »).
Dans le contenu, le cursus se veut pionnier dans le fait de penser rigoureusement la société industrielle, et les conséquences des inventions et innovations de technologies entreprises dans les projets d'ingénierie. Il reprend notamment l'héritage que Bernard Stiegler, le philosophe des techniques, a laissé lors de son passage à l'UTC, pour aborder de manière transversale la technologie par le prisme de l'histoire des techniques, l'épistémologie, des sciences cognitives, ou encore du design. À terme, l'étudiant deviendra donc un ingénieur « technologue ».

### Masters sciences et technologies
L'UTC délivre six mentions de master dans neuf spécialités différentes, dont deux masters Erasmus Mundus. Ces programmes sont ouverts aussi bien aux élèves de l’UTC en dernière année qu'à des étudiants extérieurs à l'université. Ces derniers peuvent intégrer le master en première (M1) ou deuxième année (M2). Par ailleurs, un certain nombre de conventions signées avec d'autres écoles (UTBM, UTC, UTT, ESCOM, ESIEE Amiens, ESAD Amiens…) permettent à des élèves-ingénieurs en dernière année dans l'une d'entre elles, d'entrer directement en deuxième année et d'effectuer ainsi un double-diplôme. Les masters proposés sont :
- European Master in Sustainable System Engineering (EMSSE), Master Erasmus Mundus
- Mention Analyse et politique économiques (APE) (Master Erasmus Mundus Economic POlicies for the Global transition [EPOG+], Mention commune avec la Faculté de Lettres de Sorbonne Université)
- Mention Humanités et industries créatives (HIC)
  - Parcours Design Centré Expérience (UXD)
  - Parcours Design et Création d'Expérience (DCX)
- Mention Ingénierie des systèmes complexes (ISC)
  - Parcours Apprentissage et optimisation des systèmes complexes (AOS)
  - Parcours Automatique et robotique des systèmes intelligents (ARS)
  - Parcours Structures et systèmes mécaniques complexes (SMC)
  - Parcours Systèmes mécatroniques (SMT)
  - Parcours Biomécanique et bioingénierie (BMI)
- Mention Chimie (CH) (Mention commune avec l'UPJV d'Amiens)
- Mention Ingénierie de la santé (IDS)

### Mastères spécialisés
L'UTC propose également trois mastères spécialisés accrédités par la Conférence des grandes écoles :
- Équipements biomédicaux ;
- Ingénierie et management des technologies de santé ;
- Systèmes de transports ferroviaires et urbains (en partenariat avec l'École des Ponts ParisTech et l'ENSIAME) ;
- Normalisation, Qualité, Certification et Essais (formation organisée à distance).

### Licences professionnelles
L'UTC propose une licence professionnelle « Maintenance des systèmes pluritechniques » cette dernière est accessible à partir d'une bac+2. On peut réaliser cette licence en formation continue et en formation alternance avec un cycle de 2 semaines en entreprise et 2 semaines à l'école.

### École doctorale
L'UTC est habilitée à délivrer le doctorat. Elle possède une école doctorale propre intitulée « Sciences pour l'ingénieur », ED 71. 270 étudiantes et étudiants sont inscrits en doctorat à l'UTC (en 2024), et étudient l’un de ses six champs disciplinaires dédiés aux sciences technologiques et aux sciences humaines. L'université dispose de huit laboratoires de recherche et confère environ 70 doctorats par an dans les champs disciplinaires suivants :
- Bio-ingénierie, biomécanique, biomatériaux ;
- Biotechnologie ;
- Génie des procédés industriels et développement durable ;
- Mécanique Avancée ;
- Technologies cognitives, management de l'innovation et systèmes complexes ;
- Technologies de l'information et de systèmes.

Pour postuler aux études doctorales de l'UTC, il est nécessaire d'être titulaire d’un master ou d’un diplôme français ou étranger de niveau équivalent.

### Programmes internationaux
L'UTC participe à des programmes d'échanges internationaux comme Erasmus+ ou BRAFITEC.
204 accords de coopération bilatérale avec des universités ont été signés (en 2024), dans les principales régions du globe. Les étudiantes et étudiants peuvent alors suivre un semestre d'échange dans des pays européens (Croatie, Lituanie, Espagne, Italie, Allemagne, Portugal, …), au Canada, aux États-Unis, mais également dans d'autres pays de plus en plus plébiscités comme le Brésil, le Mexique, ou Singapour.

### Double diplôme
L'UTC propose 40 doubles diplômes avec des universités étrangères (en 2024). Ces accords ne sont pas uniquement européens et permettent aux étudiants concernés d'obtenir à la fois un diplôme d'ingénieur de l'UTC et un Master of Sciences de l'université dans laquelle est effectué le séjour.

## Recherche et Innovation

### Axes de recherche
La recherche à l'UTC s'articule autour de quatre axes d'innovation :
- technologies bio-inspirées et développement durable ;
- transport intelligent propre et sûr ;
- écoconception : matériaux, énergie, équipements et habitat ;
- interaction homme-systèmes technologiques et sociaux.

Les activités de recherche de l'université de technologie de Compiègne se sont vu attribuer le label Carnot depuis 2006.
Ces derniers sont divisés en huit thèmes de recherche répartis dans huit laboratoires au total. Parmi les huit unités de recherche, quatre sont des UMR :
- Avenues (Modélisation multi-échelle des systèmes urbains), EA 7284
- BMBI (Biomécanique et Bioingénierie), UMR CNRS 7338
- COSTECH (Connaissance, Organisation et Systèmes Techniques), EA 2223
- GEC (Génie Enzymatique et cellulaire), UMR CNRS 7025, avec l'UPJV
- Heudiasyc (Heuristique et diagnostic des systèmes complexes), UMR CNRS 7253
- LMAC (Laboratoire de mathématiques appliquées de Compiègne), EA 2222
- Roberval (Mécanique, énergie et électricité), FRE 2012
- TIMR (Transformations intégrées de la matière renouvelable), UMR avec l'ESCOM (EA 4297)

### Fondation UTC pour l’innovation
L’objectif de la Fondation UTC pour l’innovation est de renforcer les liens déjà largement entretenus entre l’enseignement supérieur, la recherche et le tissu socio-économique. Parmi les premiers donateurs qui font partie du cercle des membres fondateurs, citons : 
- l’INERIS (Institut national de l’environnement industriel et des risques) ;
- le Conseil régional de Picardie ;
- le Crédit agricole.

## Classements
Classements nationaux (classée en tant qu'UTC au titre de ses diplômes d'ingénieur)
L'Usine Nouvelle
| Nom              | Année | Rang  |
| ---------------- | ----- | ----- |
| L’Usine Nouvelle | 2017  | 2     |
| L’Usine Nouvelle | 2018  | 7     |
| L’Usine Nouvelle | 2019  | 22    |
| L’Usine Nouvelle | 2020  | 18    |
| L’Usine Nouvelle | 2021  | 26-27 |
| L’Usine Nouvelle | 2022  | 35    |
| L’Usine Nouvelle | 2023  | 42    |
| L’Usine Nouvelle | 2024  | 44    |
| L’Usine Nouvelle | 2025  | 39-41 |

L'Etudiant
| Nom        | Année | Rang  |
| ---------- | ----- | ----- |
| L’Étudiant | 2021  | 16-18 |
| L’Étudiant | 2022  | 14-16 |
| L’Étudiant | 2023  | 32-36 |
| L’Étudiant | 2024  | 34-35 |
| L’Étudiant | 2025  | 28    |

Le Figaro Étudiant (classement des écoles d'ingénieurs post-bac uniquement depuis 2023)
| Nom                | Année | Rang |
| ------------------ | ----- | ---- |
| Le Figaro Étudiant | 2023  | 2    |
| Le Figaro Étudiant | 2024  | 2    |
| Le Figaro Étudiant | 2025  | 3-4  |

Times Higher Education (classée en tant qu'UTC)
| Nom                    | Année | Rang (monde) | Rang (France) |
| ---------------------- | ----- | ------------ | ------------- |
| Times Higher Education | 2022  | 1001-1200    | 33-35         |
| Times Higher Education | 2023  | 1201-1500    | 35-38         |
| Times Higher Education | 2024  | 1201-1500    | 38-43         |
| Times Higher Education | 2025  | 1201-1500    | 39-50         |

DAUR Rankings
| Nom           | Année | Rang |
| ------------- | ----- | ---- |
| DAUR Rankings | 2020  | 28   |
| DAUR Rankings | 2021  | 25   |
| DAUR Rankings | 2022  | 50   |
| DAUR Rankings | 2023  | 50   |
| DAUR Rankings | 2024  | 47   |

Classements internationaux (classée en tant qu'UTC)
| Nom                 | Année     | Rang (monde) | Rang (France) |
| ------------------- | --------- | ------------ | ------------- |
| CWUR                | 2021-2022 | 1755         | 74            |
| QS Top Universities | 2022      | N.C.         | N.C.          |
| Shanghai Ranking    | 2021      | N.C.         | N.C.          |

## Vie étudiante
Plus de 100 associations culturelles et sportives sont proposées aux étudiants. Celles-ci sont gérées par le Bureau Des Étudiants (BDE) qui propose aux étudiants de nombreux services et activités et qui permet à l'UTC de s'étendre dans toute la ville en créant des évènements citoyens comme «Tous Unis pour la Cité», l'«Imaginarium Festival» (jusqu’en 2023), le festival «Festupic» (jusqu’en 2022), «Compiègne en lumière» et encore d'autres.

## Professeurs et étudiants notables

### Professeurs
- Bernard Stiegler : philosophe, fondateur et ex-directeur du laboratoire COSTECH (Connaissances, organisations et systèmes techniques).
- Jean-Michel Besnier : philosophe, professeur et ex-directeur du département TSH.
- Yann Moulier-Boutang : professeur de sciences économiques et ex-directeur-adjoint du laboratoire COSTECH.
- Danielle Quarante : professeur de design qui introduit cette spécialité dans les formations d'ingénieur à l'UTC.
- Jacques Martin : professeur de physique, fondateur et président de l'Union bouddhiste de France de 1986 à 2001.

### Anciens élèves
- Julien Bahain : diplômé du génie des systèmes mécaniques et rameur médaillé de bronze aux Jeux olympiques de Pékin.
- Marie Gayot : étudiante en génie des systèmes urbains et championne d'Europe du 4 × 400 mètres à Zurich en 2014[43].
- Philippe Baptiste : doctorat en informatique obtenu en 1998, ministre chargé de l'Enseignement supérieur et de la Recherche depuis janvier 2025 (gouvernement Bayrou) et ex-PDG du Centre national d'études spatiales (CNES) entre avril 2021 et janvier 2025.
- Guillaume Denoix de Saint-Marc : diplômé en bio-industries, fondateur de l'association française des victimes du terrorisme (AFVT).
- Tom Laperche : diplômé en génie mécanique, vainqueur de la Solitaire du Figaro en 2022.
- Pascale Lazarus : diplômée en 1990, compositrice.
- Michael Pitiot : diplômé en informatique en 1993, réalisateur de films documentaires.
- Cécile Réal : diplômée en génie biomédical en 1996, fondatrice et président d'Endodiag.
- Étoiles : étudiant mais non diplômé, streamer français spécialisé dans le jeu vidéo et la culture générale.

## Présidents et directeurs de l'UTC

### Présidents du conseil de l'université et du conseil d'administration
- Guy Deniélou : fondateur et premier président de l'UTC.
- Michel Lavalou : Président de l'UTC (1987-1995), ancien Président-fondateur de l'Académie des Technologies.
- Didier Pineau-Valencienne : ancien président du CA de l'UTC (1992-1995), personnalité française du monde des affaires.
- Hubert Curien : ancien Ministre de la Recherche et de la Technologie (1984-1986 et 1988-1993), ancien président du CA de l'UTC (décembre 1973 à mars 1978, puis d’avril 1984 à octobre 1989)[44].
- Jean-Louis Chaussade : ancien directeur général de Suez (2007-2018), président du CA de l'UTC (depuis 2016)[45]

| Nom | Nom | Nom               | Début          | Fin            | Formation                                                                                 | Faits notables | Références |
| --- | --- | ----------------- | -------------- | -------------- | ----------------------------------------------------------------------------------------- | --- | ---------- |
| 1   |     | Guy Deniélou      | décembre 1972  | octobre 1987   | Sciences Po                                                                               | Fondateur de l'École, et concepteur du réacteur à neutron rapide Phénix au CEA.                                                      |            |
| 2   |     | Michel Lavalou    | octobre 1987   | mars 1995      | ESPCI ParisTech (1954)                                                                    | Chimiste qui a fait sa carrière au sein du département R&D de Rhône Poulenc.                                                         | [ 46 ]     |
| 3   |     | François Peccoud  | mars 1995      | septembre 2005 | École polytechnique (1963)                                                                | Un pionnier de l'informatique à l'IMAG de Grenoble                                                                                   | [ 47 ]     |
| 4   |     | Ronan Stephan     | septembre 2005 | août 2009      | École nationale supérieure d'ingénieurs de Caen (1989)                                    | Directeur | [ 48 ]     |
| 5   |     | Pierre Charreyron | février 2010   | juillet 2011   | Ecole centrale Paris                                                                      | Directeur | [ 49 ]     |
| 6   |     | Alain Storck      | février 2012   | janvier 2017   | École nationale supérieure des industries chimiques (1972)                                | Chimiste et ancien directeur de l'ENSIC puis de l'INSA Lyon.                                                                         | [ 50 ]     |
| 7   |     | Philippe Courtier | février 2017   | octobre 2020   | École polytechnique (1978), École nationale de la météorologie (1984)                     | Directeur de Météo-France et ancien directeur de l'École nationale des ponts et chaussées (2004-2012) puis de l'EM Lyon (2012-2013). | [ 52 ]     |
| 8   |     | Christophe Guy    | février 2021   | août 2022      | Institut national supérieur de chimie industrielle de Rouen (1981)                        | Directeur général de l'École polytechnique de Montréal (2007-2017)                                                                   | [ 54 ]     |
| 9   |     | Claire Rossi      | décembre 2022  |                | École nationale supérieure de chimie de Toulouse - université de technologie de Compiègne | Professeure des Universités. Première directrice de l'UTC depuis 50 ans.                                                             | [ 55 ]     |

## Bâtiments
L'UTC n'a pas de campus unique et centralisé. Les bâtiments sont volontairement répartis sur plusieurs sites dans Compiègne afin de favoriser l'intégration des futurs ingénieurs dans la « vie de la cité ».
En centre-ville :
- centre Benjamin-Franklin (cours ingénieurs et cycle préparatoire, pôle administratif, bibliothèque universitaire, et  maison des étudiants). La construction se déploie en deux parties reliées par une passerelle emblématique[56]. Les bâtiments de style brutaliste ont été conçus en 1975 par Adrien Fainsilber l'architecte qui construira dix ans plus tard la Cité des sciences et de l'industrie et La Géode, à Paris ;

Dans le quartier de Royallieu :
- centre de recherche (laboratoires, cours masters, école doctorale) ;
- centre Pierre-Guillaumat I et II (laboratoires, services administratifs, cours ingénieurs, alternance et apprentissage) ;
- centre de transfert (services administratifs, cours, séminaires) ;
- centre d'innovation Daniel-Thomas (pôle projets) ;
- centre Blaise-Pascal (génie informatique)[57] ;
- halle des sports.

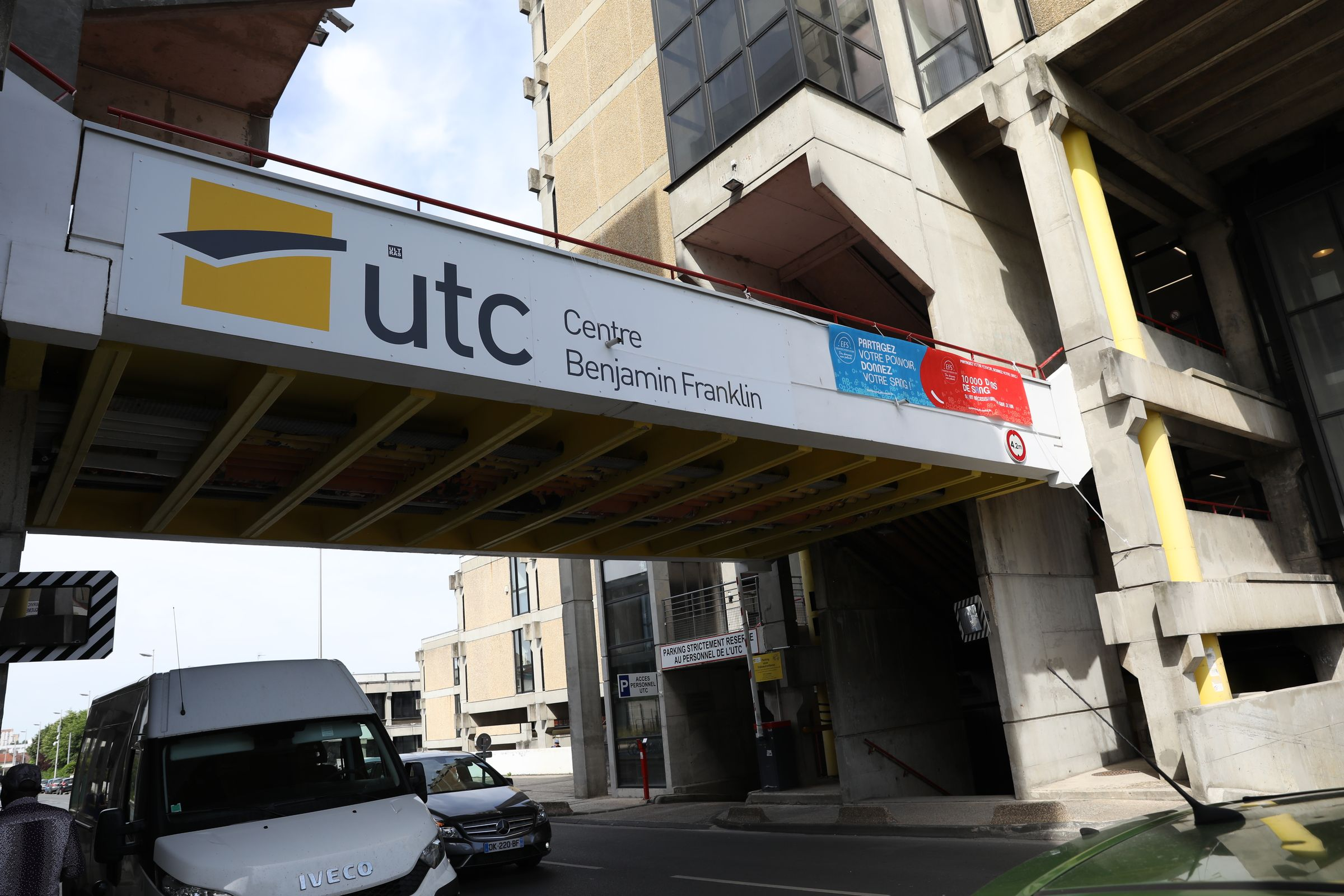
Passerelle extérieure entre les bâtiments du centre Benjamin-Franklin.
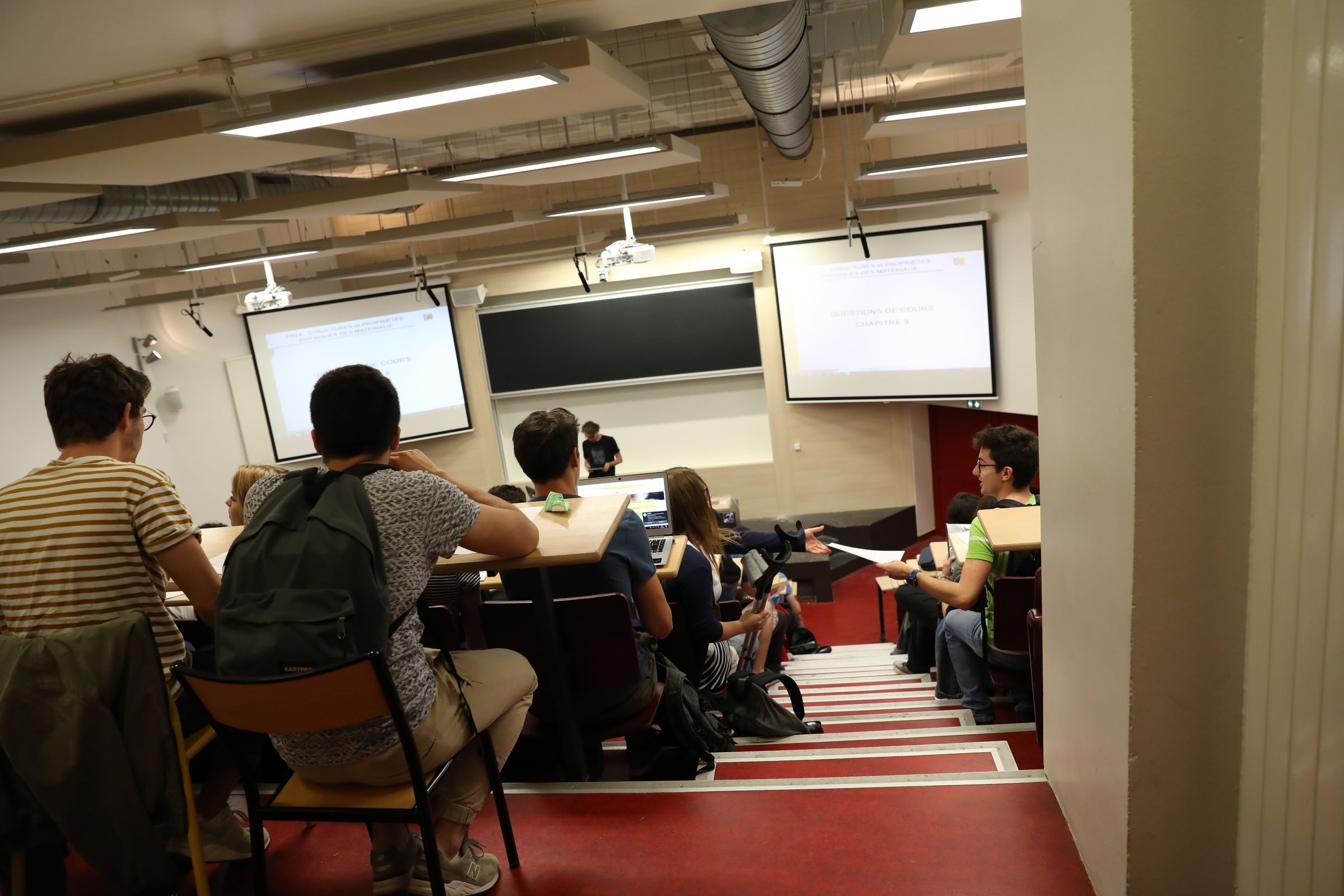
Amphithéâtre du centre Benjamin-Franklin.
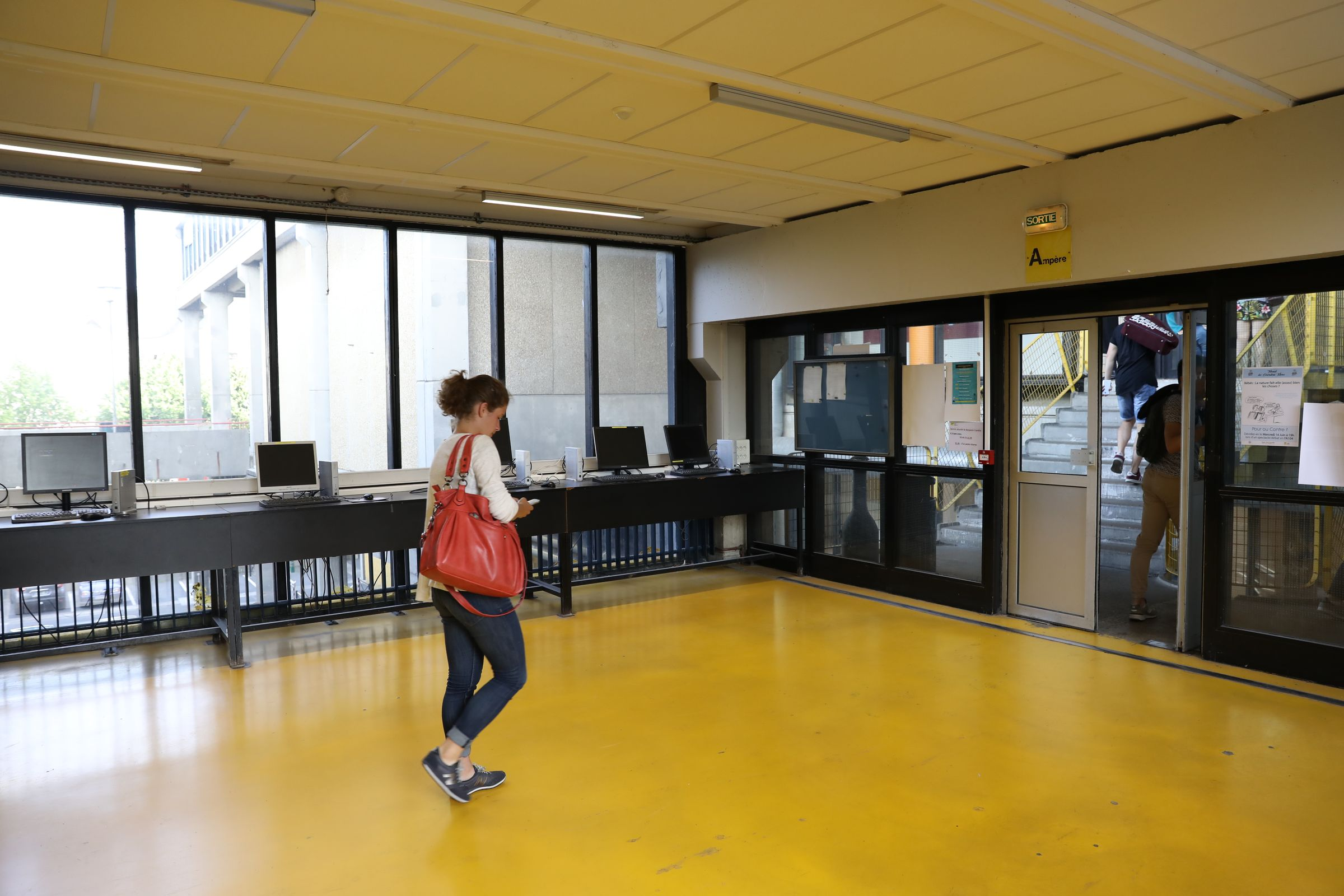
Intérieur de l'établissement au sol jaune.
Albert Einstein en pochoir sur les colonnes du parking de l'UTC.
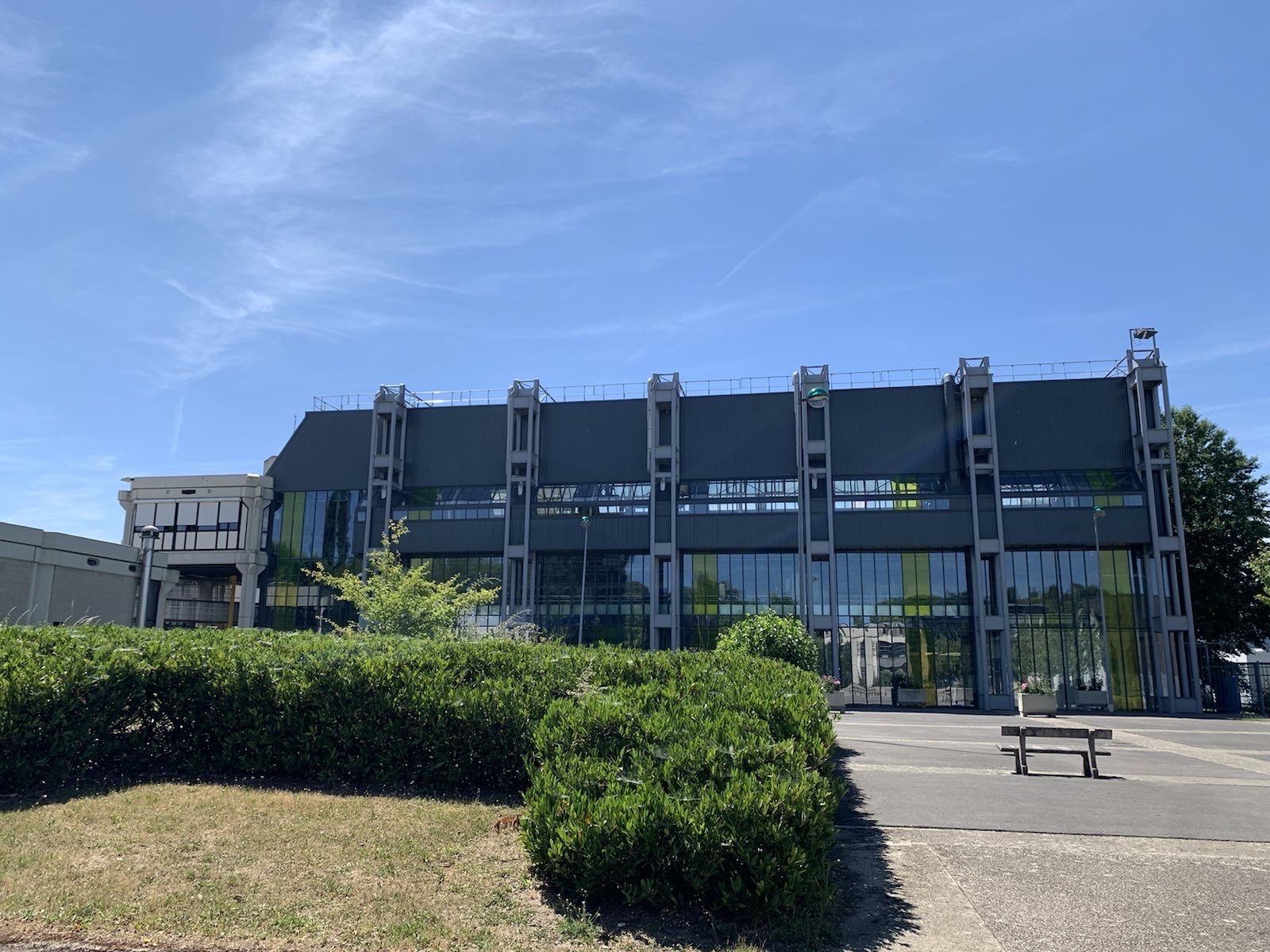
Centre de recherche.
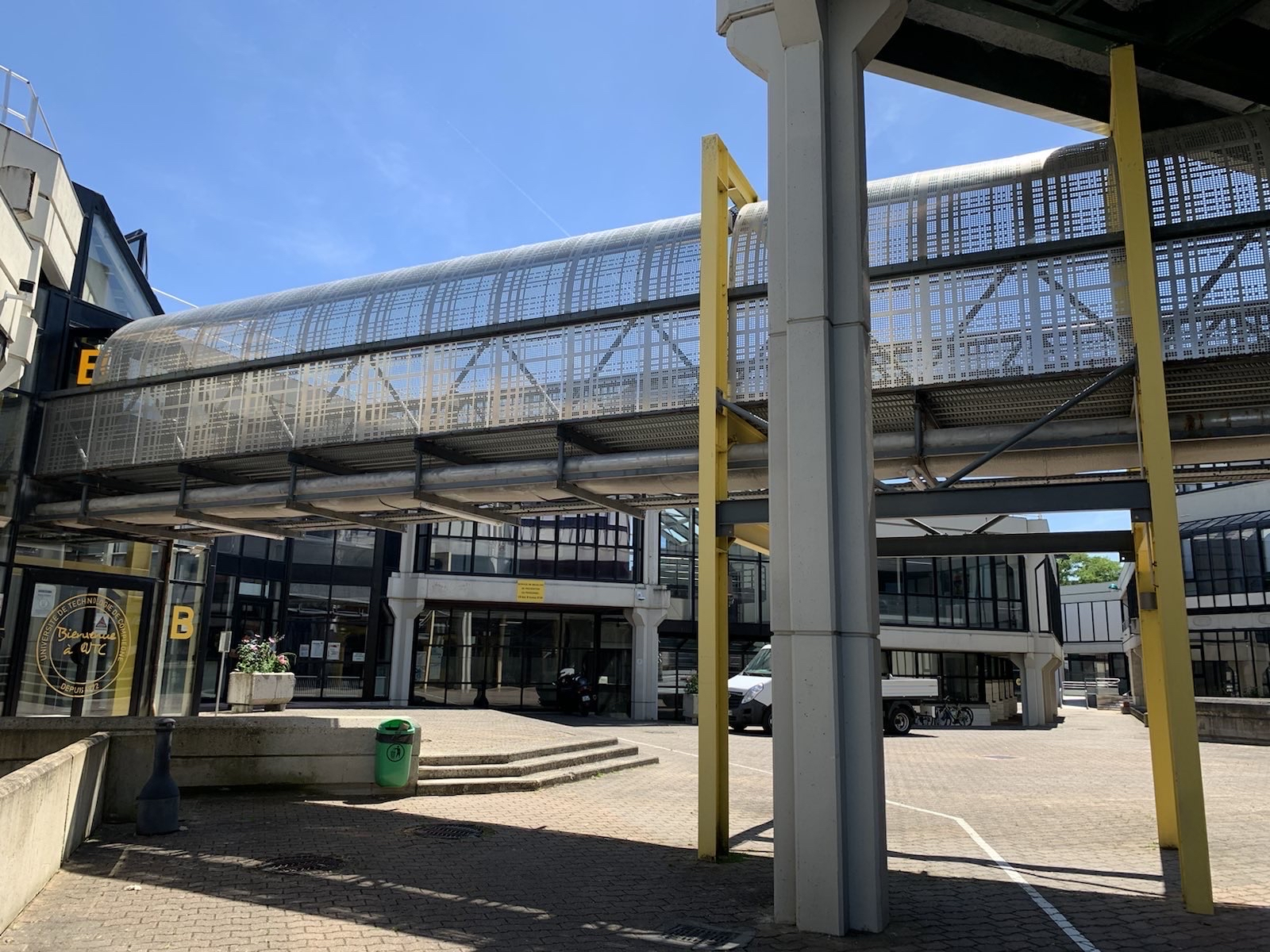
Bâtiment B, centre de recherche.

### Bibliothèques universitaires

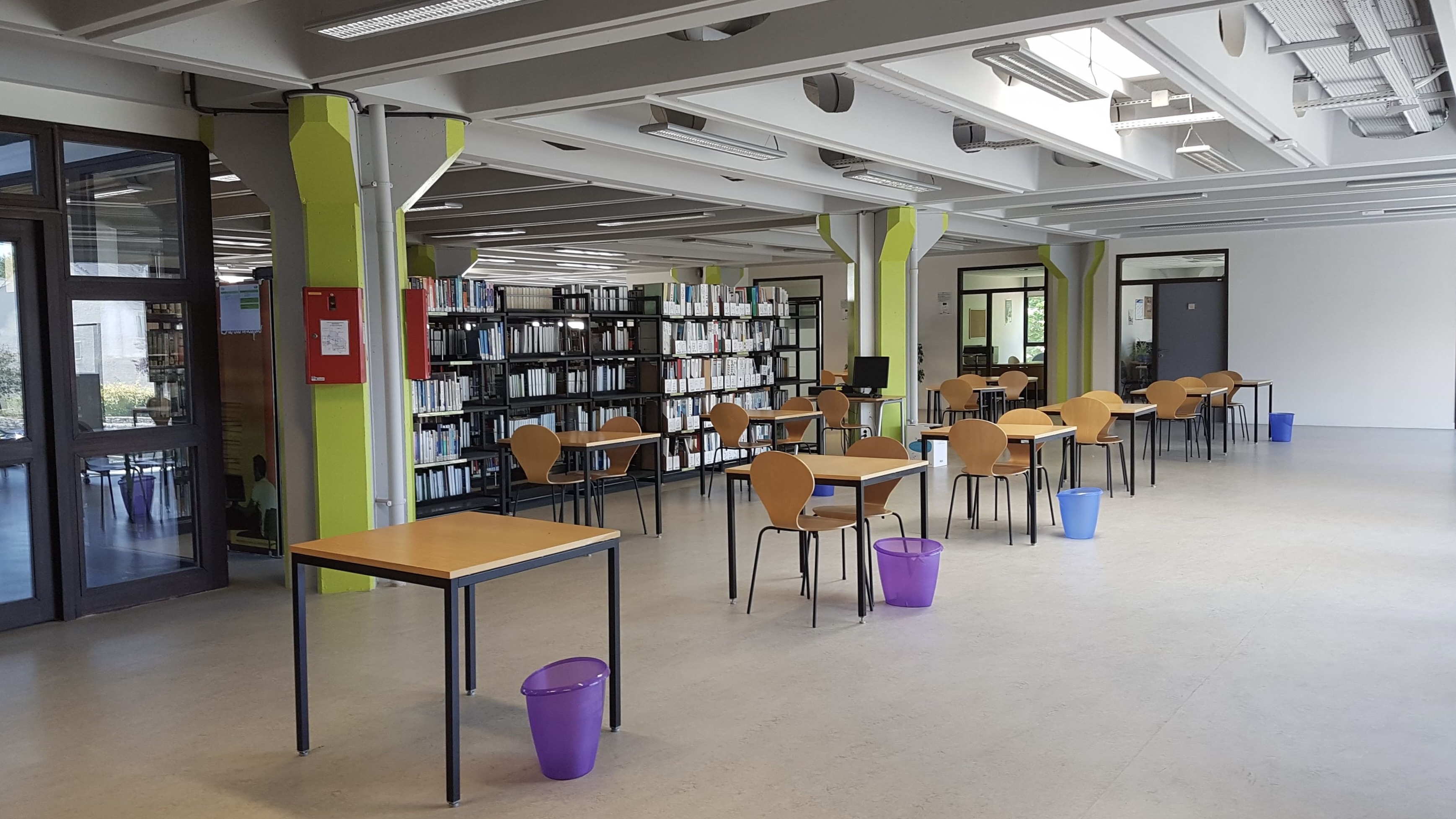
Bibliothèque universitaire du centre de recherche.

L'UTC possède deux bibliothèques universitaires. L'une d'elles se trouve au sein du bâtiment Benjamin Franklin et l'autre se trouve au sein du centre de recherche.